# 假面戰隊五騎士
《假面戰隊五騎士》（日语：仮面戦隊ゴライダー）是以《假面騎士EX-AID》的登場人物為中心，再搭配以往系列作中所登場的角色所製作的網路配信劇外傳，共3話，而劇中登場的部份角色皆以「在原系列作中已經死亡的假面騎士」為主要共通點。

## 本作特色
- 本作為「假面騎士誕生45週年企劃」所製作的網路電影。
- 本作的命名是以假面騎士系列及超級戰隊系列兩大特攝作品的最初作『假面騎士』及『秘密戰隊五連者』作為劇中組合。

於《劇場版 假面騎士ZI-O Over Quartzer》再度登場。

## 故事概要
當永夢（假面騎士EX-AID）睜開眼睛醒來之時，卻來到一處封閉地謎之空間。在那永夢相繼遇見五名男女，而這五名男女的共通點都是已死亡的假面騎士。到底是誰將這五名男女聚集在一起呢？永夢到底有沒有死呢？這種狀況有誰能告知呢？為何會選上他們呢？陸續出現的怪人們！阻止眾人脫離的陷阱中的陷阱！
究極的超級英雄（Super Hero）「假面戰隊五騎士」又到底是什麼呢？謎團環扣著謎團的物語超乎想像地展開...

## 故事背景和用語
遊戲世界
原文： / Game World
永夢所來到的特殊空間，是個無限重置（Reset）的世界。
假面戰隊五騎士
原文： / Kamen Sentai Gorider
集合假面騎士及超級戰隊之力的謎之五人組合英雄。
圖特瑪
原文： / Totema
壇黎斗生前開發的一款遊戲，作為萬一他消失的保險（官方名稱不詳）。
是款Genm公司製造的遊戲機中設置的gashat，內置了收集過去失去生命的假面騎士的“絕望之力”，讓壇黎斗本人復活的程序。
此外遊戲機中設置的gashat有可怕的能力，能夠開始大量複活過去被消滅的Bugster並影響著現實世界。
之後，訪問CR的劍崎一真（假面騎士Blade/Joker Undead）被送到了遊戲世界。
隨著只有一個 Joker 的世界被摧毀，圖特瑪的遊戲世界崩潰了，它對現實世界的影響也隨之停止了。

## 登場人物
寶生永夢（ほうじょう・えむ）（飯島寛騎飾）
假面騎士EX-AID的變身者。
驅紋戒斗（くもん・かいと）（小林豐飾）
假面騎士巴隆的變身者。
劍崎一真（けんざき・かずま）（椿隆之飾）
假面騎士劍的變身者。
九條貴利矢（くじょう・きりや）（小野塚勇人飾）
假面騎士Lazer的變身者。
木野薰（きの・かおる）（樋口隆則飾）
Another Agito的變身者。
湊耀子（みなと・ようこ）（佃井皆美飾）
假面騎士瑪莉卡的變身者。
鏡飛彩（かがみ・ひいろ）（瀨戶利樹飾）
假面騎士Brave的變身者。
花家大我（はなや・たいが）（松本享恭飾）
假面騎士Snipe的變身者。
檀黎斗（だん・くろと）（岩永徹也飾）
假面騎士Genm Level X的變身者。
在本作中以劍崎一真的樣貌襲擊進入遊戲世界的眾人，直到被永夢揭穿身份。
仮野明日那（かりの・あすな） / Poppypipopapo（ポッピーピポパポ） （松田瑠華飾）
假面騎士的協助者。

### 本作登場敵人
托特瑪
原文：
CV：矢尾一樹
出現在永夢等人面前的謎之怪人，曾偽裝成Poppypipopapo的樣貌。實力超級強悍。

## 演員
- 寶生永夢 / 假面騎士Ex-Aid（聲） - 飯島寛騎
- 驅紋戒斗 / 假面騎士巴隆（聲） / 赤騎士（聲） - 小林豐
- 劍崎一真 / 假面騎士劍（聲） / 藍騎士（聲） - 椿隆之
- 九條貴利矢 / 假面騎士Lazer（聲） / 黃騎士（聲） - 小野塚勇人
- 木野薰 / Another Agito（聲） / 綠騎士（聲） - 樋口隆則
- 湊耀子 / 假面騎士瑪莉卡（聲） / 桃騎士（聲） - 佃井皆美
- 鏡飛彩 / 假面騎士Brave（聲） - 瀨戶利樹
- 檀黎斗 / 假面騎士Genm（聲） - 岩永徹也
- 仮野明日那 / Poppypipopapo - 松田瑠華
- 男孩 - 松浦理仁

## 聲音演出
- 托特瑪 - 矢尾一樹
- 假面騎士Snipe - 松本享恭
- 騎士卡帶聲音 - 影山浩宣
- 戰極驅動器關連道具聲音 - 平床政治
- Blay Rouzer聲音 - 佐佐木健

## 配信列表
| 話數   | 標題               | 配信日期        |
| ------ | ------------------ | --------------- |
| MAZE.1 | 永夢、死す？       | 2017年 03月25日 |
| MAZE.2 | 脱出               | 04月1日         |
| MAZE.3 | ゴライダーよ永遠に | 04月8日         |

## 製作人員
- 原作 - 石之森章太郎
- 編劇 - 下山健人
- 動作指導 - 宮崎剛（JAE）
- 特攝導演 - 佛田洋
- 導演 - 上堀内佳壽也
- 制作 - 東映、朝日電視台

## 超級英雄時間相關條目
- 假面騎士EX-AID

## 外部連結
- 仮面戦隊ゴライダー （页面存档备份，存于）（テレビ朝日公式サイト）